# AG2R Prévoyance 2001
Questa voce raccoglie le informazioni riguardanti l'AG2R Prévoyance nelle competizioni ufficiali della stagione 2001.

## Organico

### Staff tecnico
TM=Team Manager; DS=Direttore Sportivo.
|  | Naz.               | Ruolo | Sportivo       |  |  |  |
|  | ------------------ | ----- | -------------- |  |  |  |
|  | Francia (bandiera) | GN    | Vincent Lavenu |  |  |  |
|  | Francia (bandiera) | DS    | Laurent Biondi |  |  |  |
|  | Francia (bandiera) | DS    | Gilles Mas     |  |  |  |

### Rosa
|  | Naz.                |  | Sportivo             | Anno |  |  |
|  | ------------------- |  | -------------------- | ---- |  |  |
|  | Francia (bandiera)  |  | Christophe Agnolutto | 1969 |  |  |
|  | Estonia (bandiera)  |  | Lauri Aus            | 1970 |  |  |
|  | Lituania (bandiera) |  | Linus Balciunas      | 1978 |  |  |
|  | Francia (bandiera)  |  | Stéphane Bergès      | 1976 |  |  |
|  | Francia (bandiera)  |  | Philippe Bordenave   | 1969 |  |  |
|  | Russia (bandiera)   |  | Aleksandr Bočarov    | 1975 |  |  |
|  | Belgio (bandiera)   |  | Ludovic Capelle      | 1968 |  |  |
|  | Francia (bandiera)  |  | Stéphane Couge       | 1976 |  |  |
|  | Francia (bandiera)  |  | David Delrieu        | 1971 |  |  |
|  | Francia (bandiera)  |  | Sebastien Demarbaix  | 1973 |  |  |
|  | Francia (bandiera)  |  | Laurent Estadieu     | 1973 |  |  |
|  | Francia (bandiera)  |  | Alexandre Grux       | 1976 |  |  |
|  | Francia (bandiera)  |  | Nicolas Inaudi       | 1978 |  |  |
|  | Lituania (bandiera) |  | Arturas Kasputis     | 1967 |  |  |
|  | Estonia (bandiera)  |  | Jaan Kirsipuu        | 1969 |  |  |
|  | Francia (bandiera)  |  | Julien Laidoun       | 1980 |  |  |
|  | Francia (bandiera)  |  | Thierry Loder        | 1975 |  |  |
|  | Francia (bandiera)  |  | Gilles Maignan       | 1968 |  |  |
|  | Estonia (bandiera)  |  | Innar Mandoja        | 1978 |  |  |
|  | Francia (bandiera)  |  | Nicolas Portal       | 1979 |  |  |
|  | Francia (bandiera)  |  | Benoît Salmon        | 1974 |  |  |
|  | Francia (bandiera)  |  | Ludovic Turpin       | 1975 |  |  |

## Palmarès

### Corse a tappe
- Tour du Poitou-Charentess et de la Vienne

2ª tappa (Jaa Kirsipuu)
5ª tappa (Lauri Aus)
- Flèche Picarde

3ª tappa (Linas Balciunas)
- Tour de Picardie

2ª tappa (Jaa Kirsipuu)
3ª tappa (Linas Balciunas)
- Tour de l'Ain

5ª tappa (David Delrieu)
- Tour de la Somme

Classifica generale (Laurent Estadieu)
- Circuit de la Sarthe

2ª tappa (Jaan Kirsipuu)
3ª tappa, parte a (Jaan Kirsipuu)
- Giro della Provincia di Lucca

1ª tappa (Jaan Kirsipuu)
- Post Danmark Rundt

6ª tappa (Jaan Kisripuu)
- Quatre Jours de Dunkerque

1ª tappa (Jaan Kirsipuu)
2ª tappa (Jaan Kirsipuu)
4ª tappa (Jaan Kirsipuu)
6ª tappa, parte b (Jaan Kirsipuu)
- Tour de France

6ª tappa (Jaan Kirsipuu)
- Tour de Luxembourg

2ª tappa (Jaan Kirsipuu)
- Tour de Pologne

1ª tappa (Jaan Kirsipuu)
- Tour Méditerranéen

5ª tappa (Jaan Kirsipuu)
6ª tappa (Jaan Kirsipuu)
- Grand Prix du Midi Libre

6ª tappa (Benoît Salmon)

### Corse in linea
- Grand Prix de Denain (Jaan Kirsipuu)
- Route Adélie de Vitré (Jaan Kirsipuu)
- Tartu Tänavasõit (Jaan Kirsipuu)
- A travers le Morbihan (Gilles Maignan)

### Campionati nazionali
- Campionati estoni

Cronometro (Jaan Kirsipuu)
- Campionati belgi

In linea (Ludovic Capelle)